# パストーラ・デ・ロス・リャノス
パストーラ・デ・ロス・リャノス（Pastora de los Llanos）は、かつて存在していたベネズエラのプロ野球チームである。1997-1998年から2006-2007年のシーズンにかけて、リーガ・ベネソラーナ・デ・ベイスボル・プロフェシオナル（es:Liga Venezolana de Béisbol Profesional）に参加していた。チーム名はスペイン語で「リャノ（平原）の羊飼い」を意味する。ポルトゥゲサ州アラウレ市のバチリェール・フリオ・エルナンデス・モリーナ球場が本拠地であった。

## 歴史
このチームの前身は、1991年に創設され1995-1996年シーズンまでスリア州カビナス市に本拠地を置いていたペトロレーロス・デ・カビナス（Petroleros de Cabimas、カビナスの石油業者）というチームで、1996-1997年にパストーラ・デ・オキシデンテ（Pastora de Occidente、西部の羊飼い）に改称し、1998年からパストーラ・デ・ロス・リャノスとなった。2007年に本拠地をヌエバ・エスパルタ州のマルガリータ島に移し、チームもブラボス・デ・マルガリータ（Bravos de Margarita）となった。

## かつて在籍した選手
- アレックス・カブレラ
- ラモン・ヘルナンデス
- リカルド・パルマ
- マイサー・イズトゥリス
- ヨービット・トレアルバ
- 養父鐵
- 入来祐作